# Geórgios Georgíou (football)
Pour les articles homonymes, voir Georgios Georgiou.
Geórgios Georgíou (en grec moderne : Γεώργιος Γεωργίου), né le 24 septembre 1979 à Augsbourg, en Allemagne est un footballeur grec. Il joue au poste de défenseur central.

## Biographie
Il mesure 1,91 m et fait 83 kg.

## Carrière
- 1995-1998 :  Lamia
- 1998-2002 :  Panetolikós
- 2002-2005 :  Kerkyra
- 2005-2008 :  Atromitos
- 2008-2010 :  Anorthosis Famagouste
- 2010-2012 :  OFI Crète
- 2012-2014 :  Levadiakos
- 2014-2015 :  Apollon Smyrnis
- Depuis 2015 :  AE (en) Kifissia[1]

## Palmarès
- Championnat de Chypre :
  - Vice-champion en 2010 (Anorthosis Famagouste).